# 平牧仁
平牧 仁（ひらまき じん、1987年2月26日 - ）は、日本の俳優、歌手。東京都出身。以前はオスカープロモーションに所属していた。現在はフリーランス。

## 略歴
2003年、テレビドラマ『あした天気になあれ。』で俳優活動を始め、芸能界デビュー。
2007年、塩澤英真と加藤康起によるツインボーカルユニット「sprout」に加藤の脱退後、加入。「sprout」は同年8月に活動休止。
2014年、『烈車戦隊トッキュウジャー』にトカッチ / トッキュウ2号役で初のレギュラー出演を果たした。
2015年、男性2人組音楽ユニット「三ツ星サラバ」を結成。同年9月30日、オスカープロモーションを退所。
2017年5月に「三ツ星サラバ」の無期限活動停止を発表。同年12月に宇野悠人と男性2人組音楽ユニット「シキドロップ」を結成。
2018年12月、ニューワールドプロダクションズに所属となる。
2022年よりデザイン会社のプリンツ21に入社し、会社員とのダブルワークで芸能活動を行っていることをTwitter上で報告。
2023年12月31日をもってニューワールドプロダクションズを退所。

## 人物
- 特技はピアノやキーボード[2]。『烈車戦隊トッキュウジャー』では自身歌唱のキャラクターソングを作曲した[2]。
- 俳優としてはイロモノ系を得意としており、自身の性格も振り切った部分があるため、演じやすいと述べている[2][9]。
- 『トッキュウジャー』では眼鏡をかけた役であったため、放送当時でも眼鏡をかけていないと子供からは気づかれなかったという[2]。オーディションでは20代後半になっていたことから受かるとは考えておらず、決まった時は自身も周囲も驚いたという[2]。撮影当初は自身ではコミカルなキャラクターには向いていないと考えていたが、演じるうちに自身でもトカッチに似ていると考えるようになっていったと述べている[2]。眼鏡をかけた子供の保護者からトカッチを見て子供が眼鏡を嫌がらなくなったというファンレターをもらい、自身も子供時代にコンプレックスを抱えていたことから子供のコンプレックスを一つ解消できたことに喜びを感じたと語っている[2]。

## 出演

### テレビドラマ
- あした天気になあれ。（2003年、日本テレビ）
- 祝女 Season3 VOL.2（2011年10月22日、NHK総合）
- 烈車戦隊トッキュウジャー（2014年2月16日 - 2015年2月15日、テレビ朝日） - トカッチ / トッキュウ2号 役
  - 烈車戦隊トッキュウジャーVS仮面ライダー鎧武 春休み合体スペシャル（2014年3月30日、テレビ朝日） - トカッチ / トッキュウ2号 役

### 映画
- スーパー戦隊シリーズ
  - 獣電戦隊キョウリュウジャーVSゴーバスターズ 恐竜大決戦! さらば永遠の友よ（2014年1月18日） - トッキュウ2号の声 役
  - 平成ライダー対昭和ライダー 仮面ライダー大戦 feat.スーパー戦隊（2014年3月29日） - トカッチ / トッキュウ2号 役
  - 烈車戦隊トッキュウジャー THE MOVIE ギャラクシーラインSOS（2014年7月19日） - トカッチ / トッキュウ2号 役
  - 烈車戦隊トッキュウジャーVSキョウリュウジャー THE MOVIE（2015年1月17日） - トカッチ / トッキュウ2号 役
  - 手裏剣戦隊ニンニンジャーVSトッキュウジャー THE MOVIE 忍者・イン・ワンダーランド（2016年1月23日） - トカッチ / トッキュウ2号 役
- 絶対領域 （2014年3月15日） - 片山マサキ 役
- 青春ディスカバリーフィルム -どこだって青春編-「パンドラノート」（2018年） - 小宮朋広 役[10]

### 舞台
2011年
- ミュージカル・テニスの王子様2ndシーズン（2011年 - 2012年） - 大石秀一郎 役

2012年
- PERFECT BOY FACTORY（12月13日 - 16日） - 主演・春花 役
- 朗読劇 しっぽのなかまたち（12月25日）

2013年
- 舞台芸術集団地下空港第12回公演「壺を割った男」（2月20日 - 26日） - 主演・貝塚シンジ 役
- 合唱ブラボー！〜ブラボー大作戦〜（6月6日 - 16日） - 唐沢音哉（カール） 役
- 結晶物語（7月10日 - 14日） - 主演・黄龍 役
- RE-INCARNATION RE-BIRTH（9月12日 - 16日） - 姜維伯約 役
- 朗読劇 しっぽのなかまたち 3（11月19日）

2016年
- ミュージカル「Dance with Devils」（3月3日 - 13日） - 立華リンド 役
- キティエンターテイメント・プレゼンツ SHATNER of WONDER #4「ソラオの世界」（7月28日 - 7月31日）- カイ 役
- 星空ロック（11月14日 - 20日） - ユリアン 役
- 舞台「プリンス・オブ・ストライド THE LIVE STAGE」エピソード1（12月9日 - 14日、シアター1010/12月23日 - 25日、森ノ宮ピロティホール） - 諏訪怜治 役

2017年
- さらば俺たち賞金稼ぎ団（2月16日 - 22日） - ラピスラズリの瑠璃 役
- 舞台「プリンス・オブ・ストライド THE LIVE STAGE」エピソード2（4月22日 - 30日、シアター1010 / 5月5日 - 7日、森ノ宮ピロティホール） - 諏訪怜治 役
- B-PROJECT on STAGE『OVER the WAVE!』（7月28日 - 8月6日、天王洲銀河劇場 / 8月16日・17日、Zepp DiverCity TOKYO） - 釈村帝人 役
- 舞台「炎の蜃気楼昭和編 紅蓮坂ブルース」（10月12日 - 17日、シアター1010）
- 劇団TEAM-ODAC 第27回本公演「小さな結婚式〜いつか、いい風は吹く〜」（12月13日 - 17日、全労済ホール スペース・ゼロ） - 主演
- 舞台 ピッッツァ☆（12月24日、シアターサンモール） - 日替わりゲスト

2018年
- 舞台『Like A』（2月3日 - 12日、新宿FACE） - FC 役
- B-PROJECT on STAGE『OVER the WAVE!』REMiX（2月22日 - 25日、AiiA 2.5 Theater Tokyo / 3月1日 - 3日、新神戸オリエンタル劇場） - 釈村帝人 役
- 演劇集団イヌッコロ 第12回本公演「となりのホールスター」（5月8日 - 13日、ザ・ポケット）
- 舞台「プリンス・オブ・ストライド THE LIVE STAGE」エピソード5（5月31日 - 6月4日、シアター1010 / 6月15日 - 17日、森ノ宮ピロティホール） - 諏訪怜治 役
- BOYS☆TALK 第3弾／DANDYS◯TALK（6月7日、CBGKシブゲキ!!） - 日替わりゲスト
- 舞台「炎の蜃気楼昭和編 散華行ブルース」（8月11日 - 19日、全労済ホール スペース・ゼロ）
- ミラクル☆ステージ『サンリオ男子』（11月29日 - 12月9日、銀河劇場）- 菅見直樹 役

2019年
- 舞台『Like A』room［002］（1月、全労済ホール スペース・ゼロ）

2020年
- タイムトラブルバルコニー（1月31日 - 2月9日、シアターサンモール）- 野間将馬 役

### プロモーションビデオ
- ONE☆DRAFT「TRAIN」（2010年）

## 作品

### 作曲
- 「ブルーレンズの向こうへ」 - 『烈車戦隊トッキュウジャー』キャラクターソング[2]

### 音楽制作
- 舞台「昆虫戦士コンチュウジャー」（2016年 - 2017年）[39][40]